# Pere Arvei
Pere Arvei (auch Pere Arvey) war ein katalanischer Architekt des 14. Jahrhunderts. Er wurde im Jahr 1386 von Peter IV. von Aragon zum Architekten und Bauleiter der Llotja von Barcelona ernannt. Im gleichen Jahr wurde Arvei in eine Baukommission nach Girona berufen, die die Möglichkeiten der Erweiterung des Hauptschiffes der dortigen Kathedrale zu bewerten hatte. Diese Kommission kam zu dem Schluss, dass dieses Erweiterungsprojekt technisch nicht realisierbar ist.